# Prix Gruber de génétique
 (août 2018).
Le prix Peter-Gruber de génétique est une distinction décernée par la fondation Gruber depuis 2001. Il distingue des individus ayant contribué à des avancées fondamentales dans le domaine de la génétique. Sa dotation annuelle est de 500 000 dollars,.

## Liste des récipiendaires
- 2023 : Allan Jacobson et Lynne Maquat
- 2022 : Ruth Lehmann, James Priess et Geraldine Seydoux
- 2021 : Stuart Orkin
- 2020 : Bonnie Bassler
- 2019 : Bert Vogelstein[3]
- 2018 : Joanne Chory et Elliot Meyerowitz (en)[4]
- 2017 : Stephen Elledge [5]
- 2016 : Michael Grunstein, Charles David Allis [6]
- 2015 : Emmanuelle Charpentier et Jennifer Doudna[7]
- 2014 : Victor Ambros, David Baulcombe et Gary Ruvkun
- 2013 : Svante Pääbo
- 2012 : Douglas Wallace (en)
- 2011 : Ronald Davis (en)
- 2010 : Gerald Fink
- 2009 : Janet Rowley
- 2008 : Allan Spradling
- 2007 : Maynard Olson
- 2006 : Elizabeth Blackburn
- 2005 : Robert Waterston
- 2004 : Mary-Claire King
- 2003 : David Botstein
- 2002 : Robert Horvitz
- 2001 : Rudolf Jaenisch